# 陳雲桂
陳雲桂（？—？），字君芳，福建興化府莆田縣人，民籍，明朝政治人物。

## 生平
嘉靖三十一年（1552年）壬子科福建鄉試第三十五名舉人。嘉靖三十八年（1559年）中式己未科會試第二百四十七名，三甲第一百零五名進士。授内江县知县。

## 家族
曾祖陳遜安；祖父陳敏功；父陳寬，典史。母王氏。永感下。兄雲桐。弟雲梅。